# География Дании
Дания расположена в Северной Европе (относится к Скандинавским странам) на полуострове Ютландия и нескольких островах Балтийского моря. Протяженность береговой линии двух морей — Балтийского и Северного составляет 7314 км. У Дании имеется только две сухопутные границы протяженностью 68 км с Германией
Климат преимущественно умеренный, зима — мягкая и ветреная, а лето — прохладное. Рельеф преимущественно низменный с холмистыми равнинами. Территория Дании включает остров Борнхольм в Балтийском море. Такое месторасположение дает Дании полный контроль над двумя Датскими проливами (Скагеррак и Каттегат), соединяющими Балтийское и Северное моря.

## Площадь
Общая площадь: 43 094 км² (включая остров Борнхольм, но не считая Фарерских островов и Гренландии).
Площадь суши: 42 394 км².
Площадь морских владений: 700 км².

## Границы
Протяжённость сухопутной границы: 68 км (с Германией).
Береговая линия: 7314 км.
площадь 2211000кв.км

## Морские притязания
Территориальные воды: 12 морских миль (22,2 км) от берега.
Свободная экономическая зона: 200 морских миль (370,4 км) от берега.
Континентальный шельф: 200 метров глубины или глубина разработки месторождений.

## Климат
Умеренно-морской, континентальный, влажный и пасмурный, с относительно сильным влиянием океана, а именно теплого течения Гольфстрим. Мягкая ветреная зима и прохладное лето. В январе температура колеблется около 0 °C, в июне — около +18 °C. За год выпадает много осадков: от 600 мм на востоке и до 800 мм на западе. В среднем 120 дней в году в Дании идёт дождь. Наибольшее количество осадков приходится на осень.

## Рельеф
Низменность, переходящая в холмистую равнину.
Нижняя точка: Ламмефьорд, −7 м.
Высшая точка: Моллехой, 171 м.

## Природные ресурсы
Страна богата такими природными ресурсами, как: нефть, природный газ, рыба, соль, известняк, мел, камень, гравий и песок.

## Землепользование
Пашни: 60 %.
Круглогодичные пашни: 0,19 %.
Круглогодичные пастбища: 5 %.
Леса: 12,8 %.
Прочее: 25,81 % (1993).
Загрязнение воздуха (преимущественно из-за транспортных средств и электростанций); выбросы азота и фосфора в Северное море; поверхностные воды загрязняются отходами животноводства и пестицидами.